# La Tala
La Tala es un municipio y localidad española de la provincia de Salamanca, en la comunidad autónoma de Castilla y León. Se integra dentro de la comarca de Guijuelo y la subcomarca del Alto Tormes. Pertenece al partido judicial de Béjar.
Su término municipal está formado por un solo núcleo de población, ocupa una superficie total de 12,32 km² y según los datos demográficos recogidos en el padrón municipal elaborado por el INE en el año 2017, cuenta con una población de 94 habitantes.

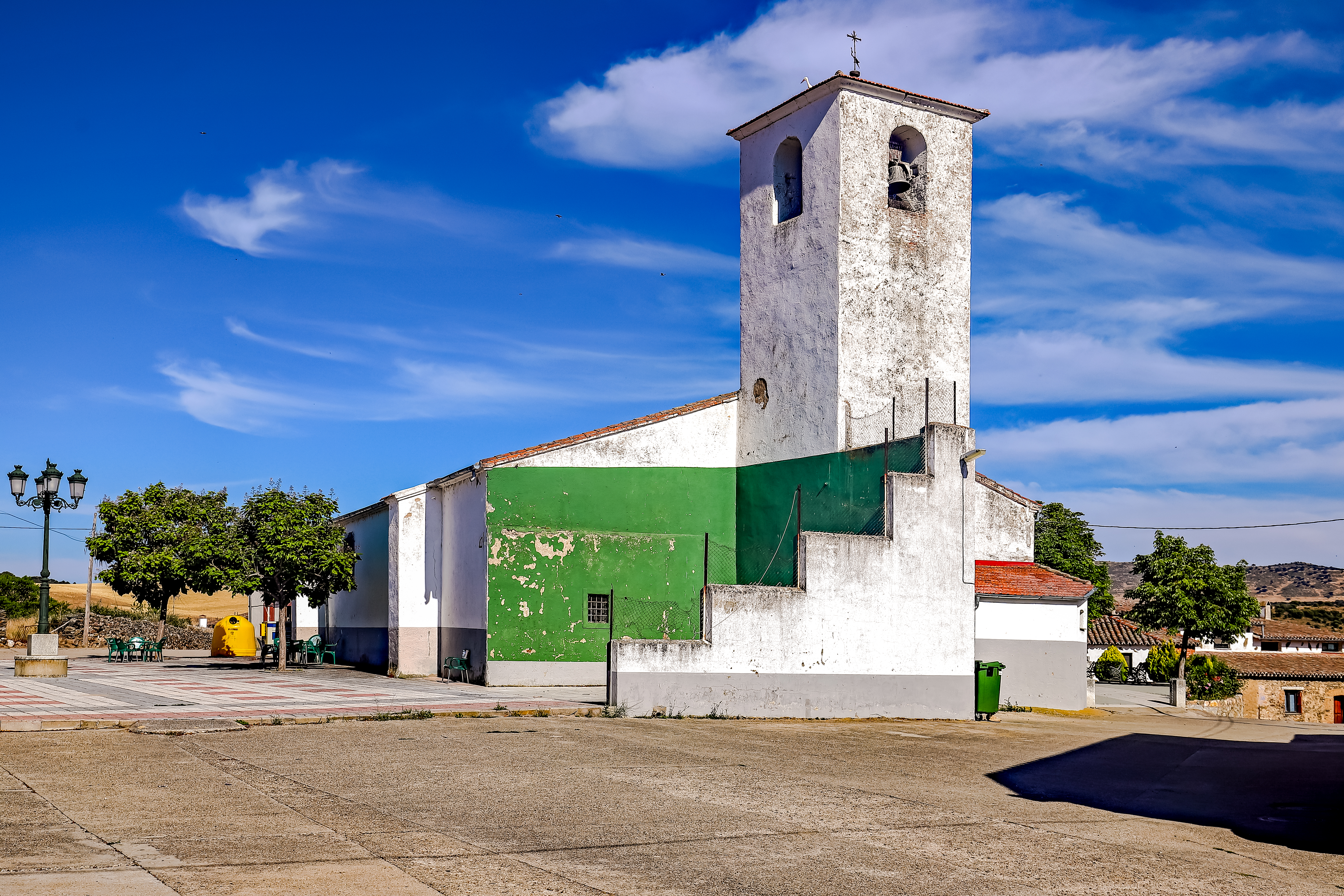
Iglesia de San Antonio de Padua

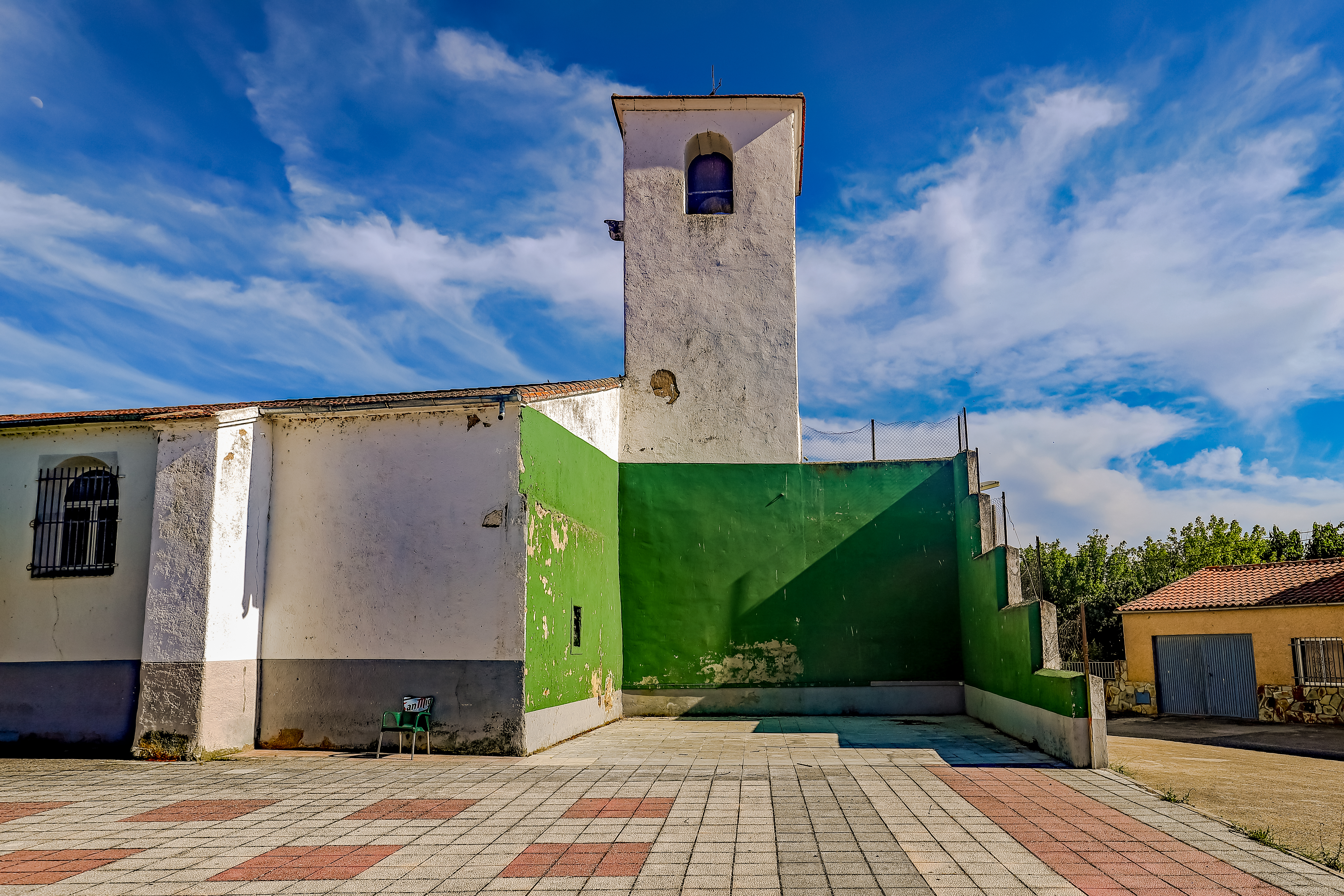
Frontón y campanario

## Geografía
El pueblo pertenecía antiguamente a la comarca de Salvatierra. Hoy el embalse de Santa Teresa lo separa de esta.

## Historia
La fundación de La Tala se remonta a la repoblación llevada a cabo por el rey de León Alfonso IX a principios del siglo XIII, cuando quedó incluido en el Alfoz de Salvatierra, dentro del Reino de León. No obstante, parte  del actual término municipal de la Tala, en  torno a  Horcajo, actual  despoblado,  perteneció a  la Comunidad de Villa y Tierra de Ávila   y  a su obispado,  dentro  del Arciprestazgo  de  Bonilla o La  Serrezuela. El  resto  del  territorio  formó  parte  del  Concejo  de  Salvatierra  y  del obispado  de  Salamanca, dentro del Reino de León. Con la creación de las actuales provincias en 1833, quedó integrado en la provincia de Salamanca, dentro de la Región Leonesa.

## Geografía humana

### Demografía
Cuenta con una población de 76 habitantes (INE 2024).
| Gráfica de evolución demográfica de La Tala entre 1842 y 2021                                                                                             |
| |
| Población de derecho según los censos de población del INE Población de hecho según los censos de población del INEEn este censo se denominaba Tala: 1857 |

### Transporte
Tras la construcción del embalse de Santa Teresa en la década de 1960 el municipio se encuentra aislado del resto de municipios de su alrededor, estando en la actualidad mal comunicado por carretera, tan sólo existe una carretera local asfaltada que se dirige hacia el suroeste comunicando con Cespedosa de Tormes donde es posible enlazar con la SA-104 que se dirige a Guijuelo. La vía rápida más cercana se encuentra en Guijuelo, donde es posible acceder a la autovía Ruta de la Plata que une Gijón con Sevilla, estando a 18 km de distancia. 
En cuanto al transporte público se refiere, tras el cierre de la ruta ferroviaria de la Vía de la Plata, que pasaba por el municipio de Guijuelo y contaba con estación en el mismo, no existen servicios de tren en el municipio ni en los vecinos, ni tampoco línea regular con servicio de autobús, siendo la estación más cercana la de Guijuelo. Por otro lado el aeropuerto de Salamanca es el más cercano, estando a unos 59km de distancia. Existe también un aeródromo con pista de tierra, dedicado al uso recreativo en la vecino localidad de Bercimuelle.

## Administración y política
| Partido político                         | 2019  | 2019  | 2019       | 2015  | 2015  | 2015       | 2011  | 2011  | 2011       | 2007  | 2007  | 2007       | 2003  | 2003  | 2003       |
| Partido político                         | %     | Votos | Concejales | %     | Votos | Concejales | %     | Votos | Concejales | %     | Votos | Concejales | %     | Votos | Concejales |
| Partido Popular (PP)                     | 82,43 | 61    | 3          | 80,56 | 58    | 3          | 79,27 | 65    | 4          | 71,76 | 61    | 4          | 78,31 | 65    | 5          |
| Partido Socialista Obrero Español (PSOE) | 12,16 | 9     | 0          | 11,11 | 8     | 0          | 18,29 | 15    | 1          | 22,35 | 19    | 1          | 14,46 | 12    | 0          |
| Unión del Pueblo Salmantino (UPSa)       | —     | —     | —          | —     | —     | —          | —     | —     | —          | —     | —     | —          | 4,82  | 4     | 0          |